# Eduardo Engel
Eduardo Martín Rodolfo Alfonso Engel Goetz (13 de mayo de 1956) es un economista e ingeniero civil matemático chileno. En el año 2015, presidió el Consejo Asesor Presidencial contra los conflictos de interés, el tráfico de influencias y la corrupción.

## Educación y carrera profesional
Eduardo Engel realizó sus estudios de pregrado en Ingeniería en la Universidad de Chile, de donde se graduó en 1980. En 1987 se recibió como Ph.D. en Estadística de la Universidad Stanford, para luego, en 1991, terminar su segundo Ph.D., en Economía, del Instituto Tecnológico de Massachusetts (MIT).
Después de graduarse del MIT, Engel aceptó el puesto de profesor asistente de Políticas Públicas en la Escuela de Gobierno John F. Kennedy de la Universidad de Harvard (1992-1994), para luego regresar a Chile a ser profesor titular en el Departamento de Ingeniería Industrial de la Universidad de Chile (1994-2001).
En 2001, Engel se unió a la Universidad Yale como profesor de Economía, donde se quedó por once años (hasta 2012) y fue elegido varias veces como Profesor del año. En 2012, nuevamente regresa a Chile para ser profesor en el Departamento de Economía de la Universidad de Chile.
Engel fue elegido en 2012 como miembro de la Econometric Society, donde se desarrolla actualmente como miembro del Consejo. Desde 2014 hasta 2015 fue presidente de la Asociación de Economía de América Latina y el Caribe (LACEA), y de 2009 hasta 2011 fue presidente fundador de la Sociedad Chilena de Políticas Públicas. Además, Engel ha liderado el Consejo Fiscal Asesor del Gobierno de Chile desde 2014 hasta 2016; ha trabajado como consultor en el Banco Mundial, el Banco Interamericano de Desarrollo (BID), el Banco de Desarrollo de América Latina (CAF), el Banco Europeo de Inversión (EIB), el Fondo Monetario Internacional (FMI) y varios gobiernos.
En 2012 fundó el centro de estudios Espacio Público, dedicado al diseño y ejecución de políticas públicas en Chile y América Latina, junto con un grupo de dieciocho profesionales expertos en diversas disciplinas.

## Trabajo en el Consejo Asesor Presidencial

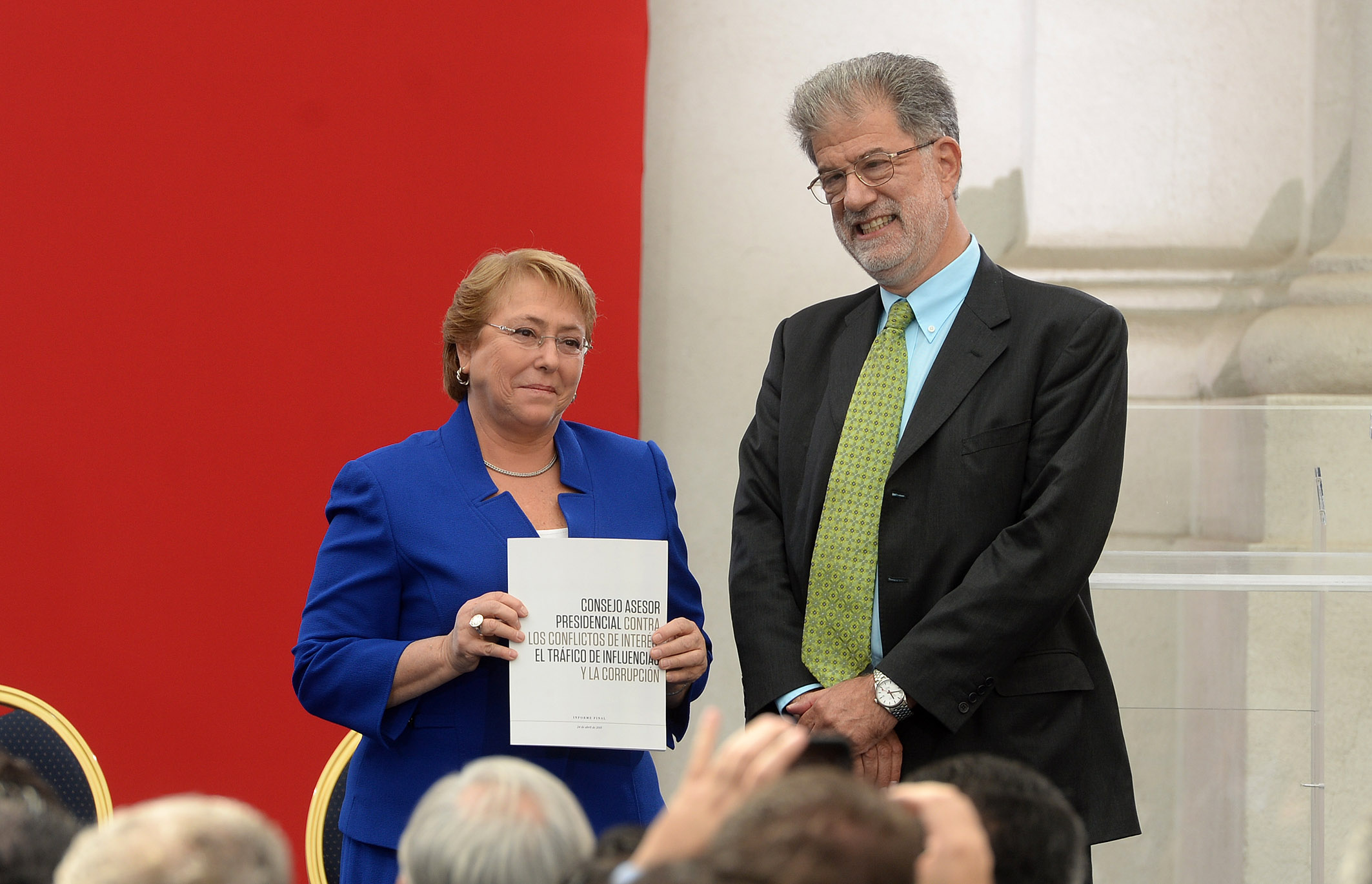
Engel hace entrega de informe del Consejo Asesor Presidencial a la presidenta Michelle Bachelet.

A partir de 2000, Engel comenzó a abogar por cambios en la legislación que regula el dinero en la política, a través de columnas de opinión regulares. Como académico, ha estudiado el tema de corrupción en diferentes niveles de gobierno, y fue miembro del comité asesor del Capítulo Chileno de Transparencia Internacional durante dos periodos (2008-2010 y 2012-2014). Sin embargo, fue en 2015, en medio de una serie de escándalos de corrupción involucrando políticos y empresarios de gran envergadura, cuando Engel tomó un papel importante en el diseño e incidencia sobre políticas de anticorrupción.
En marzo de 2015, después de una serie de escándalos de corrupción, la presidenta Michelle Bachelet nombró a Engel como Presidente del Consejo Asesor Presidencial contra los conflictos de interés, el tráfico de influencias y la corrupción, conocido como la «comisión Engel». En solo 45 días, esta comisión no partidista, conformada por 16 miembros, produjo un documento con más de 200 propuestas de reformas, en 21 áreas temáticas diferentes.
Después de que las propuestas fueron presentadas a la presidenta Bachelet, y el consejo cumplió su mandato, Engel se convirtió a un firme impulsor de que esas reformas se materializaran. Así, creó el Observatorio Anticorrupción de Espacio Público, una iniciativa pionera de monitoreo legislativo que busca informar —de manera fácil y oportuna— el grado de avance de las recomendaciones del Consejo Asesor Presidencial, poniendo a disposición de toda la ciudadanía lo que se está haciendo desde los órganos del Estado para avanzar hacia un país más transparente y democrático. Gracias a este esfuerzo, se han aprobado hasta el momento nueve leyes en varias áreas incluyendo el financiamiento de la política, las leyes antimonopolio y la educación cívica.
En mayo de 2016, en una encuesta de La Segunda, Engel fue elegido como la figura pública más admirada del país.

## Investigación
Engel ha investigado y publicado en áreas como la macroeconomía, finanzas públicas, econometría, economía de la infraestructura, y regulación. Actualmente, su investigación está enfocada en modelos macroeconómicos dinámicos, la participación privada en la infraestructura y el mejoramiento del desempeño del Estado. En 2002, junto a Ricardo Caballero, recibió la medalla Frisch otorgada por la Econometric Society por su estudio sobre las dinámicas de la inversión en Estados Unidos. El mismo año fue elegido por sus pares como el economista más destacado del año en Chile (El Mercurio).

## Selección de publicaciones
- The Economics of Public-Private Partnerships: A Basic Guide, (with R. Fischer and A. Galetovic), Cambridge University Press, 2014.
- “The Basic Public Finance of Public-Private Partnerships,'' with R. Fischer and A. Galetovic,
- Journal of the European Economic Association, 2013.
- “Aggregate Implications of Lumpy Investment: New Evidence and a DSGE Model,'' with R. Bachmann and R. Caballero, American Economic Journal: Macroeconomics, 2013.
- Que gane el más mejor: Mérito y competencia en el Chile de hoy, (with P. Navia), Santiago: Random House, August 2006.
- “Least-Present-Value-of-Revenue Auctions and Highway Franchising'', with R. Fischer and A. Galetovic, Journal of Political Economy, 2001.
- “Poisoned grapes, mad cows, and protectionism'', Journal of Policy Reform, 2000.
- “Explaining Investment Dynamics in U.S. Manufacturing: A Generalized (S,s) Approach,'' with R. Caballero, Econometrica, 1999.
- “Taxes and Income Distribution in Chile: Some Unpleasant Redistributive Arithmetic,'' with A. Galetovic and C. Raddatz, Journal of Development Economics, 1999.
- “Highway Franchising: Pitfalls and Opportunities'', with R. Fischer and A. Galetovic, American Economic Review Papers and Proceedings, 1997.
- “Plant-Level Adjustment and Aggregate Investment Dynamics'', with R. Caballero and J. Haltiwanger, Brookings Papers on Economic Activity, 1995.
- “Microeconomic Adjustment Hazards and Aggregate Dynamics'', with R. Caballero, Quarterly Journal of Economics, 1993.
- “The Chilean Plebiscite: Projections Without Historic Data'', with A. Venetoulias, Journal of the American Statistical Association, 1992.
- A Road to Randomness in Physical Systems, Springer Lecture Notes in Statistics No. 71, New York: Springer Verlag, 1992.
- “Dynamic (S,s) Economies'', with R. Caballero, Econometrica, 1991.
- “A Unified Approach to the Study of Sums, Products, Time-Aggregation and other Functions of ARMA Processes'', Journal of Time Series Analysis, 1984.